# فيليب فيليبس (رجل أعمال)
فيليب فيليبس (بالإنجليزية: Philip Phillips)‏ هو شخصية أعمال أمريكي، ولد في 27 يناير 1874، وتوفي في 18 أبريل 1959.